# Zygophyllaceae

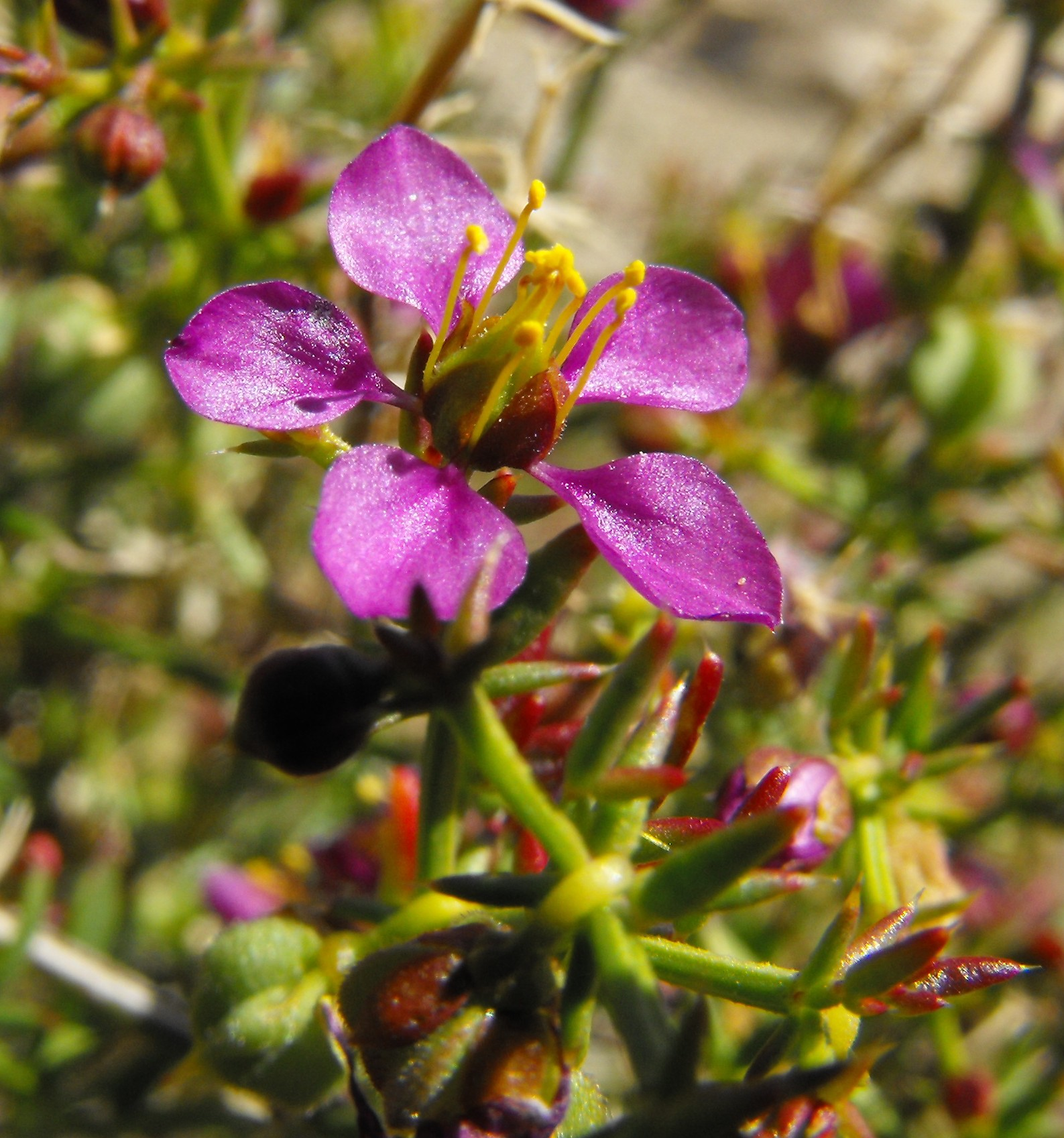
Zygophyllum laeve

Zygophyllaceae R.Br., 1814 è una famiglia di piante a fiore in cui sono riconosciuti 22 generi. Sono diffuse in tutti i continenti e sono tipiche di climi aridi.
Nel sistema di classificazione APG IV la famiglia Zygophyllaceae insieme alla famiglia Krameriaceae costituisce l'ordine Zygophyllales. Nel sistema Cronquist, Zygophyllaceae era classificata all'interno dell'ordine Sapindales.
È divisa in cinque sottofamiglie.

## Descrizione
Hanno in genere un portamento erbaceo o arbustivo, con foglie semplici, bi- o trifogliate. I fiori presentano un ovario supero e possono essere sia attinomorfi che zigomorfi. I petali, come i sepali, variano tra i 4 e i 5.

## Tassonomia
In questa famiglia sono riconosciuti i seguenti generi e sottofamiglie:
- Sottofamiglia Morkillioideae (Engler) Rose & J. H. Painter
  - Morkillia Rose & J.H.Painter
  - Sericodes A.Gray
  - Viscainoa Greene
- Sottofamiglia Tribuloideae (Reichenbach) D. H. Porter
  - Balanites Delile
  - Kallstroemia Scop.
  - Kelleronia Schinz
  - Neoluederitzia Schinz
  - Sisyndite E.Mey. ex Sond.
  - Tribulopis R.Br.
  - Tribulus L.
- Sottofamiglia Larreoideae Sheahan & Chase
  - Bulnesia Gay
  - Guaiacum L.
  - Larrea Cav.
  - Metharme Phil. ex Engl.
  - Pintoa Gay
  - Plectrocarpa Gillies ex Hook. & Arn.
  - Porlieria Ruiz & Pav.
- Sottofamiglia Seetzenioideae Sheahan & Chase
  - Seetzenia R.Br. ex Decne.
- Sottofamiglia Zygophylloideae[5]
  - Augea Thunb.
  - Fagonia L.
  - Melocarpum (Engl.) Beier & Thulin
  - Roepera A.Juss.
  - Tetraena Maxim. 
  - Zygophyllum L.